# Liocyma
Liocyma је род морских шкољки из породице Veneridae, тзв, Венерине шкољке.

## Врсте
Према WoRMS
- Liocyma chinensis  Zhang, Xu & Leng, 2010
- Liocyma fluctuosa  (Gould, 1841)

- прихваћена као
- прихваћена као
- прихваћена као
- прихваћена као
- прихваћена као
- прихваћена као
- прихваћена као  (синоним)